# 流氷の手紙
「流氷の手紙」（りゅうひょうのてがみ）は、1986年11月21日に発売された城之内早苗の2枚目のシングル。

## 解説
「あじさい橋」に続き2作連続でオリコン初登場TOP10入りした。秋元康・後藤次利のゴールデンコンビとしては珍しい演歌作品である。

## 収録曲
- 両楽曲共に、作詞：秋元康、作曲：後藤次利、編曲：若草恵

1. 流氷の手紙（4分15秒）
2. 代官山恋物語（4分24秒）

## 収録作品
- 冬芝居 M-1・2
- GOLDEN☆BEST 城之内早苗 アーリー・ヒッツ M-1・2
- おニャン子クラブA面コレクション Vol.3 M-1
- おニャン子クラブB面コレクション Vol.3 M-2